# Aristolochia
Aristolochia L., (Mărul lupului), fam. Aristolochiaceae, este un gen de plante orginar din zonele continentale și calde ale globului și cuprinde aproximativ 298 specii, erbacee sau arbuști cu tulpini volubile.

## Caracteristici
- Frunzele acestui gen pot fi: alterne, nedentate, simple sau cu 3-5 lobi, reniforme, ovate, cordat-ovate, nervate.

- Florile de culoare verde, galben sau pătate, sunt singulare. Perigonul este cilindric, rotund sau oblong, (la bază umflat, iar spre vârf gâtuit, încovoiat sau îndoit), cu marginea lărgită, lobată sau ascuțită. Staminele sunt în număr de 6 (rar 4-10 sau mai multe), filamentele și anterele sunt lipite de stil, iar ovarul este cu 6 loji (rar 4).

- Fructele sunt capsule cu multe semințe.

## Înmulțire
Se înmulțește prin semințe, obținute prin polenizare artificială și prin butași în răsadniță caldă.

## Utilizare
Se folosesc ca plante decorative, în parcuri și grădini, de-a lungul zidurilor și pentru decorarea balcoanelor, pergolelor.

## Specii
Cuprinde cca. 298 specii:
- Aristolochia braziliensis Mart. et Zucc.
- Aristolochia clematitis L.
- Aristolochia durior Hill.
- Aristolochia elegans Mast.
- Aristolochia grandiflora Sw.

## Legături externe
- „Aristolochia” în Dicționar dendrofloricol la DEX online